# Metilfenantreno

Esquema de numeração do fenantreno

Metilfenantreno se refere aos derivados do fenantreno onde um dos -H é substituído pelo grupo metil -CH3
Conforme o ponto onde ocorre a substituição, temos os isômeros:
- 1-Metilfenantreno - CAS 832-69-9 [1][2]
- 2-Metilfenantreno - CAS 2531-84-2 [3][4]
- 3-Metilfenantreno - CAS 832-71-3 [5]
- 4-Metilfenantreno - CAS não disponível [6][7]
- 9-Metilfenantreno - CAS 883-20-5 [8][9]

O fenantreno e o metilfenantreno são importantes poluentes, oriundos da combustão do óleo combustível. O fenantreno, normalmente, é degradado mais rapidamente que o metilfenantreno.